# Участници в Шампионската лига
Тази статия представлява списък с отборите, участвали в груповата фаза на европейската Шампионска лига по футбол.
Сезонът 1992/1993 г. е първият за Купата на европейските шампиони под новия и формат – Шампионска лига. Участниците в нея преминават през квалификационни кръгове и се класират за т.нар. групова фаза. От 1992/1993 г. до сезон 2009/2010 г. в груповата фаза на лигата са се класирали общо 101 отбора от 29 страни. Отборите, подредени по азбучен ред и по нации са:

## Австрия
- Ред Бул Залцбург
- Рапид Виена
- Щурм Грац
- Аустрия Виена

## Азербайджан
- Карабах Агдам

## Англия
- Арсенал
- Блекбърн
- Лестър
- Ливърпул
- Лийдс Юнайтед
- Манчестър Юнайтед
- Нюкасъл
- Челси
- Манчестър Сити
- Тотнъм

## Беларус
- БАТЕ Борисов

## Белгия
- Андерлехт
- ФК Брюж
- Генк
- Лирсе
- Стандарт Лиеж
- Гент

## България
- Левски София
- Лудогорец Разград

## Германия
- Байер Леверкузен
- Байерн Мюнхен
- Борусия Дортмунд
- Вердер Бремен
- Волфсбург
- Кайзерслаутерн
- Хамбургер
- Херта Берлин
- Шалке 04
- Щутгарт
- Борусия Мьонхенгладбах
- РБ Лайпциг
- Хофенхайм

## Гърция
- АЕК
- Панатинайкос
- Олимпиакос

## Дания
- Олбор
- Брьонбю
- Копенхаген
- Норшелан

## Израел
- Макаби Тел Авив
- Макаби Хайфа
- Апоел Тел Авив

## Испания
- Атлетик Билбао
- Атлетико Мадрид
- Барселона
- Бетис
- Валенсия
- Виляреал
- Депортиво Ла Коруня
- Майорка
- Малага
- Реал Мадрид
- Реал Сосиедад
- Севиля
- Селта Виго

## Италия
- Интер
- Лацио
- Милан
- Парма
- Рома
- Фиорентина
- Удинезе
- Ювентус
- Наполи
- Сампдория
- Аталанта БК

## Кипър
- Анортозис
- АПОЕЛ Никозия

## Норвегия
- Молде
- Русенборг

## Полша
- Видзев Лодз
- Легия Варшава

## Португалия
- Бенфика
- Боавища
- Порто
- Спортинг Лисабон
- Спортинг Брага

## Румъния
- Стяуа Букурещ
- Клуж
- Унирея Урзичени
- Оцелул Галац

## Русия
- Локомотив Москва
- Спартак Москва
- ЦСКА Москва
- Зенит Санкт Петербург
- Рубин Казан
- Ростов

## Словакия
- Артмедия Братислава
- Кошице
- Жилина

## Словения
- Марибор

## Сърбия
- Партизан Белград
- Цървена звезда

## Турция
- Бешикташ
- Галатасарай
- Фенербахче
- Бурсаспор
- Трабзонспор

## Украйна
- Динамо Киев
- Шахтьор Донецк

## Унгария
- Ференцварош
- Дебрецен

## Финландия
- ХЯК Хелзинки

## Франция
- Бордо
- Ланс
- Лил
- Монако
- Монпелие
- Нант
- Оксер
- Олимпик Лион
- Олимпик Марсилия
- Пари Сен Жермен

## Холандия
- АЗ Алкмар
- Аякс
- Вилем II
- ПСВ Айндховен
- Хееренвеен
- Фейенорд
- Твенте

## Хърватия
- Динамо Загреб
- Хайдук Сплит

## Чехия
- Славия Прага
- Спарта Прага
- Виктория Пилзен

## Швейцария
- Базел
- Грасхопър
- Тун
- Цюрих
- ФК Йънг Бойс

## Швеция
- АИК Стокхолм
- Гьотеборг
- Хелсингбори
- Малмьо

## Шотландия
- Глазгоу Рейнджърс
- Селтик